# Kamp Trnopolje

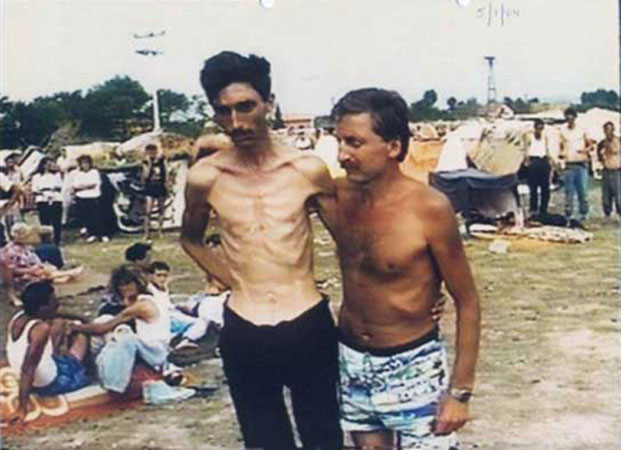
Gevangenen in kamp Trnopolje, 1992. (Foto: Joegoslavië-tribunaal)

Trnopolje was tijdens de oorlog in Bosnië een detentiekamp in en om het dorpje Trnopolje, niet ver van de stad Prijedor in het Noorden van Bosnië en Herzegovina. Het kamp werd ingericht door de autoriteiten van de Servische Republiek als gevangenis voor Kroaten en Bosniërs.
In het, met prikkeldraad afgezette, kamp bevond zich  ook het dorp Trnopolje zelf. Naar schatting  verbleven er gedurende de Bosnische Oorlog ongeveer 6000  mensen in dit kamp en was het vergelijkbaar met de kampen Keraterm, Omarska en Manjača. Het Joegoslavië-tribunaal schat dat er enige honderden gevangenen in dit kamp zijn omgekomen en dat mishandelingen, verdwijningen en executies ook in Trnopolje voorkwamen.
Het grootste deel van de gevangenen bestond uit vrouwen, kinderen en ouderen. De mannelijke gevangenen verbleven er meestal tijdelijk, waarna ze naar een van de drie andere kampen werden verplaatst. In sommige gevallen was het familieleden van gevangen mannen toegestaan om het kamp te betreden, om de mannen voedsel te brengen, ook was het de gevangenen soms toegestaan om buiten het kamp naar voedsel te zoeken. Daar stond tegenover dat de bevoorrading door de kampleiding minimaal was, waardoor het noodzakelijk was dat de gevangenen via andere wegen voedsel kregen.
Het kamp werd in augustus 1992 ontdekt door journalisten, die opnamen van broodmagere mannen achter prikkeldraad de wereld instuurden. Zij werden later beschuldigd van oplichting: de mannen achter het prikkeldraad zouden geen gevangenen zijn geweest.
Het Britse tijdschrift Living Marxism, dat stelde dat de beelden van het kamp opzettelijk een onjuiste voorstelling van zaken gaven, werd door de rechter veroordeeld tot een schadevergoeding aan tv-station ITN ter hoogte van 750.000 Britse pond, ondanks dat gevangenen uit het kamp later zelf verklaarden dat de filmbeelden in scène waren gezet.